# Campionati mondiali di badminton 2007

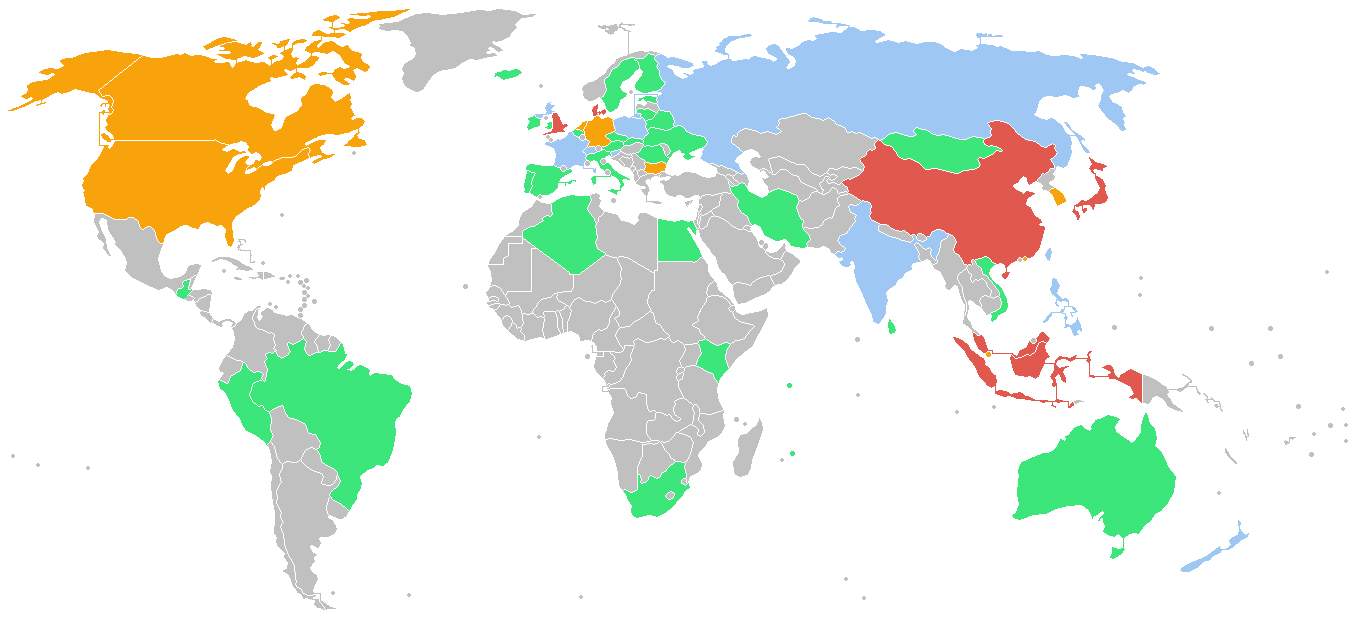
Nazioni partecipanti ai campionati mondiali di badminton 2007

I campionati mondiali di badminton 2007 (in inglese 2007 BWF World Championships) sono stati la 16ª edizione dei campionati mondiali di badminton.
La competizione si è svolta dal 13 al 19 agosto a Kuala Lumpur, in Malaysia.

## Medagliere
| Posiz. | Nazione       | Oro | Argento | Bronzo | Totale |
| ------ | ------------- | --- | ------- | ------ | ------ |
| 1      | Cina          | 3   | 2       | 6      | 11     |
| 2      | Indonesia     | 2   | 1       | 1      | 4      |
| 3      | Hong Kong     | 0   | 1       | 0      | 1      |
| 3      | Corea del Sud | 0   | 1       | 0      | 1      |
| 5      | Giappone      | 0   | 0       | 2      | 2      |
| 6      | Malaysia      | 0   | 0       | 1      | 1      |

## Podi
| Evento              | Oro                          | Argento                    | Bronzo                          |
| Singolare maschile  | Lin Dan                      | Sony Dwi Kuncoro           | Bao Chunlai                     |
| Singolare maschile  | Lin Dan                      | Sony Dwi Kuncoro           | Chen Yu                         |
| Singolare femminile | Zhu Lin                      | Wang Chen                  | Lu Lan                          |
| Singolare femminile | Zhu Lin                      | Wang Chen                  | Zhang Ning                      |
| Doppio maschile     | Markis Kido Hendra Setiawan  | Jung Jae Sung Lee Yong Dae | Choong Tan Fook Lee Wan Wah     |
| Doppio maschile     | Markis Kido Hendra Setiawan  | Jung Jae Sung Lee Yong Dae | Shuichi Sakamoto Shintaro Ikeda |
| Doppio femminile    | Yang Wei Zhang Jiewen        | Gao Ling Huang Sui         | Zhang Yawen Wei Yili            |
| Doppio femminile    | Yang Wei Zhang Jiewen        | Gao Ling Huang Sui         | Kumiko Ogura Reiko Shiota       |
| Doppio misto        | Nova Widianto Lilyana Natsir | Zheng Bo Gao Ling          | Xie Zhongbo Zhang Yawen         |
| Doppio misto        | Nova Widianto Lilyana Natsir | Zheng Bo Gao Ling          | Flandy Limpele Vita Marissa     |